# Andorhegy
Andorhegy (korábban Andrecz, szlovénül: Andrejci, németül: Andreitz) falu Szlovéniában, Muravidéken, Pomurska régióban. Közigazgatásilag Alsómaráchoz tartozik.

## Fekvése
Muraszombattól 9 km-re északkeletre a Vendvidéki-dombság (Goričko)  tájegységben a Szentbíbori-patak forrásvidékén fekszik.

## Története
A település első írásos említése 1344-ben történt, amikor a Nádasd nemzetség Oszkó ágához tartozó  II. Beke és Miklós megosztoznak a Nádasdy-ággal a ma is meglevő Szent-Benedek egyház mellett, Ivanócz és Andreicz közt eső Kitevölgy és egyéb nevű birtokaikon. 1414-ben "Endryech", 1419-ben "Endrich", 1462-ben és 1465-ben "Endricz, Endrecz, Endrich" alakban szerepel a korabeli forrásokban mint a Nádasd nemzetség birtoka.
Vályi András szerint " ANDREJETZ. v. Andrés, Andrejtzi. Tót falu Vas Vármegyében, birtokosai több Uraságok, lakosai katolikusok, fekszik a’ hegyek között Mór vizénél, ambár némelly javakkal bővelkedik; de mivel földgye sovány, harmadik Osztálybéli."
Fényes Elek szerint " Andrecz, Vas vmegyében, F. Lendvához 2 mfd. esik. Gr. Batthyányi Lajos örök. birja. 5 3/8 urbéri telek 13 gazda, és 2 házatlan zsellér van ben. Allodiatura itt sincs. Lakosi szegények, és cséplés és aratás által Zala és Somogy megyékben keresik többnyire kenyeröket. Egyébiránt mindenre nézve hasonló Adriánchoz. Általában itt az az egy nevezetes, hogy Tótság sok fenyőmaggal bővelkedik, néha midőn disze van, azért a hires fenyves madarak egész télen által itt tartózkodnak, s igen meghiznak, és némelly jó étvágyú uraknak szerfelett jó eledelt adnak."
Vas vármegye monográfiája szerint "Andorhegy, 50 házzal és 302 r. kath. és ág. ev. magyar lakossal. Postája Mártonhely, távirója Muraszombat."

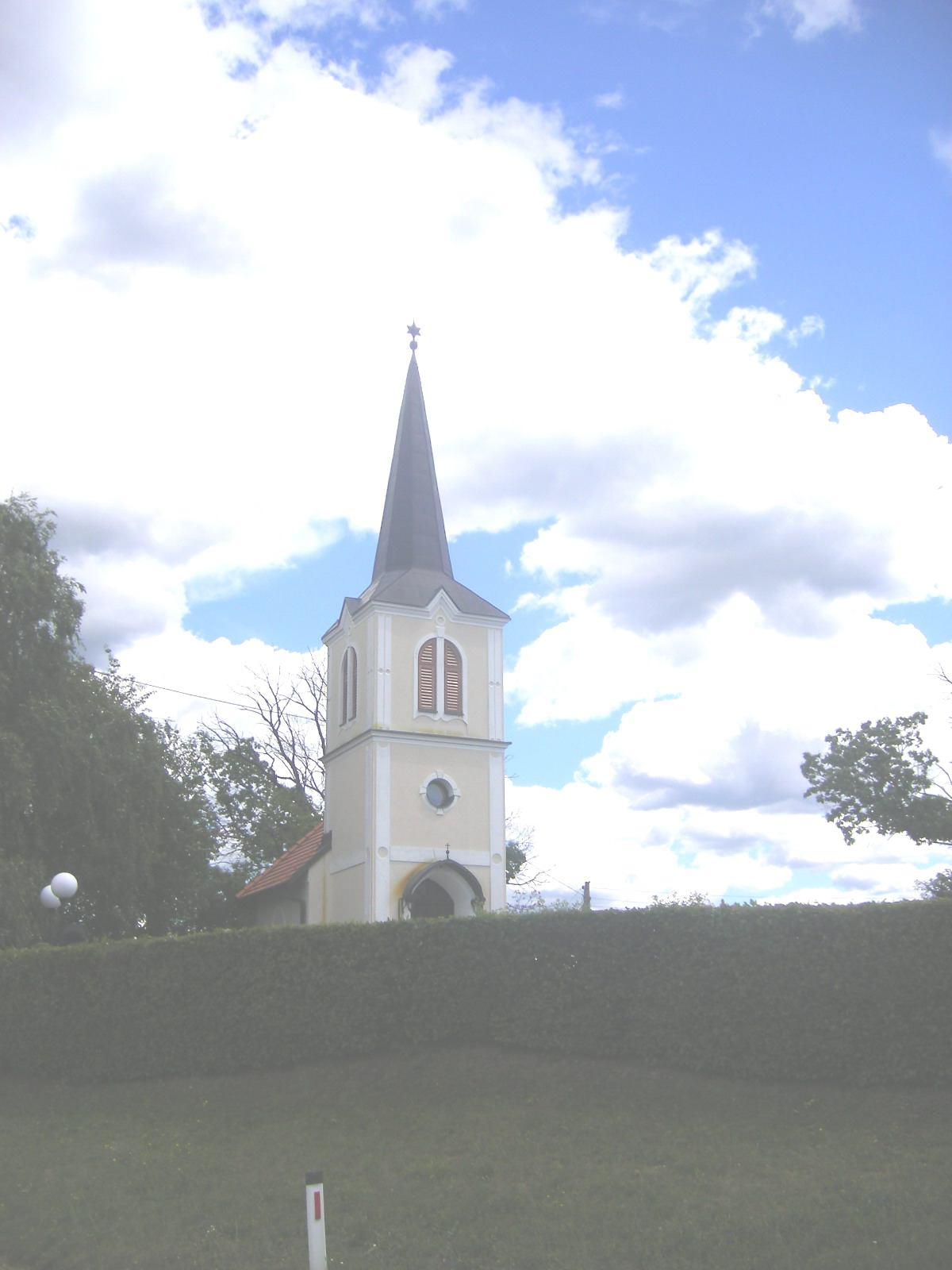
Andorhegy kápolnája

1910-ben 340, túlnyomórészt szlovén lakosa volt. A trianoni békeszerződésig Vas vármegye Muraszombati járásához tartozott, 1919-ben átmenetileg a de facto Mura Köztársaság része lett. Még ebben az évben a Szerb–Horvát–Szlovén Királysághoz csatolták, ami 1929-től Jugoszlávia nevet vette fel. 1941-ben átmeneti időre ismét Magyarországhoz tartozott, 1945 után visszakerült jugoszláv fennhatóság alá. 1991 óta a független Szlovénia része. 2002-ben 222 lakosa volt.

## Nevezetességei
Kis evangélikus kápolnája 1925-ben épült, 1982-ben megújították.